# تشانغ أي
تشانغ أي (بالصينية: 张爱) هي لاعبة كرة لينة صينية، ولدت في 23 سبتمبر 1981.

## وصلات خارجية
- تشانغ أي على موقع اللجنة الأولمبية الدولية (الإنجليزية)
- تشانغ أي على موقع أوليمبيديا (الإنجليزية)
- تشانغ أي على موقع اللجنة الأولمبية الصينية (الإنجليزية)